# بوئینگ ۷جی۷
بوئینگ ۷جی۷ (به انگلیسی: Boeing 7J7) یک هواپیمای ساختِ کارخانهٔ هواپیماهای تجاری بوئینگ در کشور ایالات متحده آمریکا است که هیچگاه به تولید انبوه نرسید.